# Habaner Hof

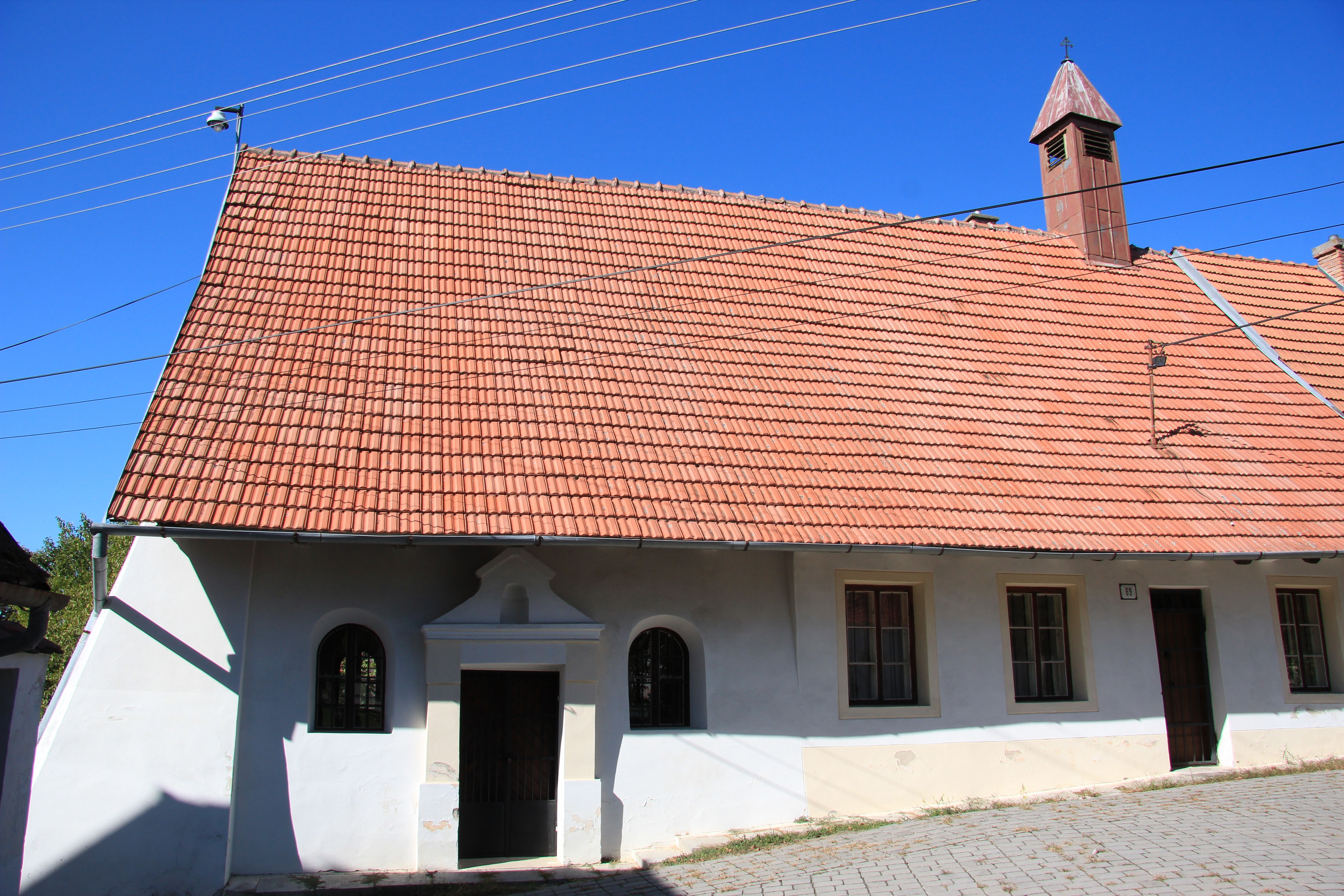
Kapelle im Habaner Hof

Der Habaner Hof (slowakisch habánsky dvor) in Veľké Leváre in der Slowakei ist ein geschütztes Denkmal der Volksarchitektur.

## Beschreibung
Von der Siedlung, die ursprünglich aus 30 Gebäuden bestand, sind 22 Gebäude noch erhalten. Die Gebäude sind Mitte des 16. Jahrhunderts um einen viereckigen Platz aus Lehm erbaut worden. Die Wohnflächen befinden sich im Dachgeschoss. Die Häuser, von denen manche auch mehrere Stockwerke haben, waren  ursprünglich mit Stroh gedeckt, haben aber heute ein Ziegeldach.
Im Izerovo-Haus, einem der erhaltenen Gebäude, ist heute ein Museum untergebracht, während die anderen Häuser teilweise noch bewohnt sind. Im Museum kann man die Einrichtungen, die für die verschiedenen Handwerker notwendig waren, besichtigen.
Errichtet wurde die Siedlung von den Habanern, die sich auf ihrer Flucht in der Záhorie in der Westslowakei ansiedelten. Sie ist die größte erhaltene in Europa.
Die Habaner, die sich dort niederließen, zählen zu den Pionieren der Töpferei auf dem Gebiet der heutigen Slowakei.
Zum Denkmal wurde die Siedlung im Jahr 1978 erklärt.